# Удостоверение личности гражданина Азербайджана
Удостоверение личности гражданина Азербайджана — документ, который удостоверяет личность и содержит основные анкетные данные владельца, который является гражданином Азербайджана на территории Азербайджанской Республики.
Закон об удостоверении личности гражданина Азербайджанской Республики принят 14 июня 1994 года. C сентября 2018 года начата выдача удостоверений личности нового поколения.

## Описание
Описание удостоверения личности гражданина АР утверждено указом президента Азербайджана от 7 февраля 2012 года.
Размеры удостоверения личности — 85,6 мм х 54 мм. В левом верхнем углу лицевой части изображен государственный герб АР и имеется надпись «Azərbaycan Respubli̇kası Vətəndaşının Şəxsi̇yyət Vəsi̇qəsi̇». В левой части лицевой стороны имеется место для фотографии размером 26 мм х 35 мм.

## Выдача удостоверения
Удостоверение личности выдается гражданину Азербайджана, достигшему возраста 16 лет, на основании его заявления, свидетельства о рождении, фотографии, квитанции об уплате государственной пошлины.
Гражданин должен получить новое удостоверение личности в следующих случаях:
- по достижении 16, 25, 35, 50 лет
- при изменении фамилии, имени, отчества, места жительства, семейного положения, воинской обязанности
- при потере или в случае негодности документа

В случае смерти гражданина АР удостоверение личности сдается в органы записи актов гражданского состояния.

## Содержание
Удостоверение личности гражданина Азербайджанской Республики бывает 2х видов:
1. Удостоверение, которое выдается гражданину до достижения 16 лет
2. Удостоверение, которое выдается гражданину после достижения 16 лет[4]

Удостоверение, которое выдается гражданам АР до достижения 16 лет, должно содержать следующую информацию:
- серия и номер удостоверения
- фамилия и имя гражданина
- фамилия и имя отца
- фамилия и имя матери
- дата и место рождения
- пол
- группа крови
- место жительства
- название органа, который выдал удостоверение гражданину
- дата выдачи удостоверения

Удостоверение. которое выдается гражданам АР после достижения 16 лет, должно содержать следующую информацию:
- серия и номер удостоверения
- фамилия, имя и отчество гражданина
- дата и место рождения
- фотография
- сведения о национальности
- семейное положение
- воинская обязанность
- пол
- группа крови
- место жительства
- рост
- цвет глаз
- личная подпись
- название органа, который выдал удостоверение гражданину
- дата выдачи удостоверения[5]

## Удостоверение личности нового поколения
С 1 сентября 2018 года в Азербайджане введены удостоверения личности нового поколения.
B новое удостоверение внедрён электронный чип, который включает информацию о регистрации гражданина по месту жительства, семейном положении, биометрическую фотографию и иные индивидуальные данные владельца удостоверения личности, а также электронную подпись.
Законом от 14 июля 2025 года сведения о семейном положении, родителях, детях, воинской обязанности и других персональных данных перенесены с электронного чипа удостоверения в İAMAS (Межведомственную автоматизированную информационно-поисковую систему).

## Государственная пошлина
- не взимается при выдаче удостоверения личности гражданину, не достигшему 16 лет
- не взимается при выдаче удостоверения личности беженцам и вынужденным переселенцам
- при выдаче гражданам, достигшим 16 лет

1. 5 манат — за изготовление в течение 10 дней
2. 25 манат — за изготовление в течение 3 рабочих дней
3. 35 манат — за изготовление в течение 1 рабочего дня

- не взимается если документ утерян или пришел в негодность не по вине владельца
- если утерян или пришел в негодность по вине владельца

1. 15 манат — за изготовление в течение 10 дней
2. 35 манат — за изготовление в течение 3 рабочих дней
3. 45 манат — за изготовление в течение 1 рабочего дня[11]